# 東京服飾美容短期大学
東京服飾美容短期大学（とうきょうふくしょくびようたんきだいがく）は、 東京都渋谷区宮下町21において1950年4月1日に設置が計画されていた日本の私立短期大学である。

## 概要
- まず、1949年10月、翌年の開学を目指して文部省[注 2]に短期大学の設置認可の申請を行っていた履歴がある[4][5]。また、各種学校を母体とするものの一覧としても取り上げられている[6]
- 次に、1949年末に発行された雑誌には、設置される予定のあった学科及び母体が記されている[注 3]
- しかし、開学には漕ぎ付けることはできず。
- なお、冒頭で述べた短期大学の新設予定地と同じ場所には当時、各種学校の東京高等美容学院が立地していた[7][8][9][10]が、関連があるか否かについては不明である。

## 学科
- 被服学科
  - 第一部 入学定員80名
  - 第二部 入学定員160名